# Ahmed Mohammed Ali
Ahmed Mohammed Ali (* 1. Januar 1985) ist ein ehemaliger libyscher Radrennfahrer.

## Leben
Ahmed Mohammed Ali wurde 2006 bei der Tour des Aéroports Etappendritter. Auch bei der Marokko-Rundfahrt schaffte er es bei einer Etappe auf den dritten Rang. 2007 wurde er Zweiter beim Grand Prix Sharm El Sheikh hinter dem Sieger Ján Šipeky und gewann eine Etappe in seinem Heimatland bei der Libyen-Rundfahrt. Durch diesen Etappensieg konnte er auch die Gesamtwertung für sich entscheiden.

## Erfolge
2007
- Gesamtwertung und eine Etappe der Libyen-Rundfahrt
- eine Etappe der Tour de la Pharmacie Centrale
- Gesamtwertung der Tour des Aéroports